# 미견 도사
미견 도사는 한국 품종의 온순한 도사견이다. 코리안 마스티프(Korean Mastiff)라고도 한다.
중국 한족들이 6세기부터 개고기를 먹는 풍습이 만주족과 대한민국에 퍼진이래로, 개고기 요리를 위한 개사육이 있었다. 개고기를 위해 키우는 개는 성장속도 및 성체의 크기와 육질이 중요한데 가장 인기있는 품종은 도사견 내지 도사견 믹스종이었다. 문제는 기업적 사육장에서 종종 탈출하는 도사견에 의해 지방의 노인들이 공격받아 숨지는 사태가 종종 발생하였다는 사실이다. 따라서 도사견을 다른 품종과 믹스시켜서 성질이 온순하지만 성장속도 및 성체의 크기와 육질을 유지시키는 것이 각 사육장의 목표가 되었는데 그 개발 중 우연하게 나온 것이 미견도사 내지 코리안 마스티프이다. 코리안 마스티프는 그 고유의 주름이 특징이나 개체수 부족으로 인한 근친교배로 젖이 함몰되는 현상이 자주 발생한다.